# Christian Wilhelm Blomstrand
Christian Wilhelm Blomstrand (Växjö, 20 ottobre 1826 – Lund, 5 novembre 1897) è stato un mineralogista e chimico svedese.

## Biografia
Blomstrand nacque a Växjö, Svezia e studiò chimica presso l'Università di Lund, dove conseguì il dottorato nel 1850 e la sua abilitazione nel 1854. Dopo una spedizione a Spitsbergen fu docente presso la Scuola Tecnica elementare di Malmö. Inoltre, fu anche professore di chimica nel 1862 presso l'Università di Lund.
Blomstrand era un membro dell'Accademia reale svedese delle scienze dal 1861.
L'isola Blomstrandhalvøya e il ghiacciaio Blomstrandbreen presso Spitsbergen sono stati chiamati in suo onore.

## Pubblicazioni
- Blomstrand, Kristian Vilhelm, Die Chemie der Jetztzeit: vom Standpunkte der electrochemischen Auffassung, aus Berzelius Lehre entwickelt, 1869, ISBN 978-1-144-80510-2.
- R. Kemper, Die Chemie der Jetztzeit vom Standpunkte der elektrochemischen Auffassung aus Berzelius Lehre entwickelt von C. W. Blomstrand. XIV. u. 417 S. Heidelberg, Carl Winter 1869, in Archiv der Pharmazie, vol. 189, 1869,  p. 173, DOI:10.1002/ardp.18691890162.